# Celestin I.
 Celestin I., papa od 10. rujna 422. do 26. srpnja 432.

## Životopis
Za vrijeme dok je bio papa održao se Efeški sabor, iako mu nije prisustvovao osobno. Sazvan je kako bi se razriješilo pitanje nestorijanstva i pelagijanstva, a na njemu i službeno utvrđeno da je Mariji, majci Isusovoj pripada naslov "Bogorodica". Obnovio je tzv. Julijevu baziliku, koja se danas zove Sv. Marija u Trastevereu. Izgradio je i baziliku Svete Sabine, u kojoj svake godine na Pepelnicu u Rimu svečano započinje korizma, često uz papinu prisutnost. 
Za njegova pontifikata se prvi put spominje pastoral, pastirski štap kojeg nosi papa ili biskup u liturgijskim funkcijama. Znak je duhovne vlasti. Bio je suvremenik bizantskog cara Teodozija II. Umro je 26. srpnja 432. Proglašen je svetim, a spomendan mu je 6. travnja.